# .kh
.kh là tên miền quốc gia cấp cao nhất (ccTLD) của Campuchia. Được quản lý bởi Bộ Bưu chính Viễn thông Campuchia.

## Second level domains
- per.kh cho tên riêng
- com.kh cho các công ty thương mại
- edu.kh cho cơ quan giáo dục
- gov.kh cho cơ quan chính phủ
- mil.kh cho cơ quan quân sự
- net.kh cho cơ sở hạ tầng mạng
- org.kh cho tổ chức phi thương mại